# Kovvur
Kovvur is een nagar panchayat (plaats) in het district Oost-Godavari van de Indiase staat Andhra Pradesh. 

## Demografie
Volgens de Indiase volkstelling van 2001 wonen er 39.193 mensen in Kovvur, waarvan 50% mannelijk en 50% vrouwelijk is. De plaats heeft een alfabetiseringsgraad van 70%. 